# Nanorrhinum
Nanorrhinum je rod, uglavnom jednogodišnjeg i višegodišnjeg raslinja, polugrmova i grmova iz porodice trpučevki, dio potporodice Antirrhinoideae. 
Rodu pripada 29 vrsta u suhim područjima Sjeverne Afrike i Azije . Opisan je u Compl. Prod. Fl. Corse), 1984. Tipična je vrsta N. acerbianum. 

## Opis
Patuljasti grmovi i zeljasto bilje, gole su ili dlakave, sa žljezdastim dlakama ili bez njih. Lišće obično naizmjenično, donji i gornji listovi obično se jasno razlikuju. Cvjetovi dvospolni; čaške duboko razdijeljene, režnjevi cjeloviti, više ili manje jednaki; vjenčići sjedinjeni, cjevasti. Prašnika 4, 2 duga i 2 kratka. Plod je čahura.

## Vrste
1. Nanorrhinum acerbianum (Boiss.) Betsche
2. Nanorrhinum asparagoides (Schweinf.) Ghebr.
3. Nanorrhinum azraqense (Boulos & Lahham) Ghebr.
4. Nanorrhinum baluchestanicum Naanaie, Assadi & Tavassoli
5. Nanorrhinum bentii (Skan) Betsche
6. Nanorrhinum cabulicum (Benth.) Podlech & Iranshahr
7. Nanorrhinum campyloceras (Rech.f. & Esfand.) Naanaie, Assadi & Tavassoli
8. Nanorrhinum chasmophyticum (Wendelbo) Naanaie, Assadi & Tavassoli
9. Nanorrhinum dichondrifolium (Benth.) Betsche
10. Nanorrhinum elegans (G.Forst.) Ghebr.; ugrožena
11. Nanorrhinum hastatum (R.Br. ex Benth.) Ghebr.
12. Nanorrhinum heterophyllum (Schousb.) Ghebr.
13. Nanorrhinum incanum (Wall.) Betsche
14. Nanorrhinum judaicum (Danin) Yousefi & Zarre; Izraelski endem
15. Nanorrhinum khuzestanicum Naanaie, Assadi & Tavassoli
16. Nanorrhinum kuriense (Radcl.-Sm.) Ghebr.
17. Nanorrhinum macilentum (Decne.) Betsche
18. Nanorrhinum monodianum (Maire) Ibn Tattou
19. Nanorrhinum ovatum (Benth.) Podlech & Iranshahr
20. Nanorrhinum petranum (Danin) Yousefi & Zarre
21. Nanorrhinum ramosissimum (Wall.) Betsche
22. Nanorrhinum roseiflorum Mosti, Raffaelli & Tardelli
23. Nanorrhinum sagittatum (Poir.) Yousefi & Zarre
24. Nanorrhinum scariosepalum (Täckh. & Boulos) Yousefi & Zarre
25. Nanorrhinum scoparium (Brouss. ex Spreng.) Yousefi & Zarre
26. Nanorrhinum stenanthum (Franch.) Ghebr.
27. Nanorrhinum urbanii (Pit.) Yousefi & Zarre
28. Nanorrhinum webbianum (Sunding) Betsche
29. Nanorrhinum woodii (D.A.Sutton) Ghebr.